# 顏敏 (康熙進士)
顏敏，江蘇盐城人，清朝政治人物。同进士出身。

## 生平
康熙四十八年（1709年），登进士，授海阳县知县。